# Підземна виплавка сірки
Підземна виплавка сірки — спосіб свердловинного видобування сірки. Належить до геотехнології гірництва.
Метод підземної виплавки корисних копалин засновано на їх здатності плавитися або змінювати свою в'язкість при нагріванні безпосередньо на місці залягання. Самородна сірка переходить з твердого стану в рідкий при температурі 113—119 °С.
Метод підземної виплавки сірки запропонований у США Г. Фрашем в 1891 р. і з 1894 р. застосовується при видобутку сірки. Технологічна схема ПВС характеризується тепловою і гідродинамічною взаємодією сірконосного пласта з теплоносієм. Через свердловини в сірконосний пласт нагнітається теплоносій, у ролі якого використовується перегріта вода. Розплавлена сірка піднімається по іншій свердловині (можлива комбінація водоподачі і підйому розплавленої сірки по одній свердловині). Піднята на поверхню сірка
через відстійні резервуари направляється в фільтрувальні агрегати для очищення і далі на склад готової продукції.